# Annick Bonzon
Annick Bonzon (Villars-sur-Ollon, 20 marzo 1971) è un'ex sciatrice alpina svizzera.

## Biografia
Slalomista pura originaria di Chesières di Villars-sur-Ollon, la Bonzon ottenne il primo piazzamento in Coppa del Mondo il 30 novembre 1991 a Lech chiudendo 14ª e tale piazzamento sarebbe rimasto il migliore della sua carriera nel massimo circuito internazionale, bissato il 12 gennaio 1992 a Schruns; ai successivi XVI Giochi olimpici invernali di Albertville 1992, sua unica presenza olimpica, non completò la gara. Prese per l'ultima volta il via in Coppa del Mondo il 15 gennaio 1995 a Garmisch-Partenkirchen, senza completare la prova, e si ritirò nel corso di quella stessa stagione 1994-1995: la sua ultima gara fu lo slalom gigante di Coppa Europa disputato a Vysoké Tatry il 16 febbraio, non completato dalla Bonzon. Non prese parte a rassegne iridate.

## Palmarès

### Coppa del Mondo
- Miglior piazzamento in classifica generale: 60ª nel 1992